# Enrique Figaredo Alvargonzález
Enrique Figaredo Alvargonzález S.J. (Gijón, Asturias, 21 de septiembre de 1959) es un sacerdote jesuita español. En la actualidad es el prefecto apostólico de Battambang y, desde marzo de 2014, es miembro de la Congregación para los Institutos de Vida Consagrada y las Sociedades de Vida Apostólica.
Se le conoce como el Obispo de las sillas de ruedas por su labor humanitaria en Camboya.

## Entorno familiar
Hijo de Alberto Figaredo Sela (perteneciente a dos familias de empresarios de la minería del carbón, la siderometalurgia y la banca en Asturias) y de Ana María Alvargonzález González (descendiente de una conocida familia gijonesa), quienes tuvieron ocho hijos: Alberto, Javier, Ignacio, Nicanor, Víctor, Carlos, Enrique y Ana. Es también, por lo tanto, primo carnal de Rodrigo de Rato y Figaredo.

## Formación
Estudió en el colegio que los Jesuitas tienen en Gijón, el Colegio de la Inmaculada, con la promoción de 1976. Ingresó en el noviciado de la Compañía de Jesús el 15 de octubre de 1979. Es licenciado en Económicas, Teología y Filosofía.
Durante sus estudios universitarios, en 1985, se presentó como voluntario al Servicio Jesuita a Refugiados, siendo destinado a los campos de refugiados camboyanos en Tailandia. Solo regresó a España para terminar sus estudios y ser ordenado sacerdote jesuita en 1992, retornando inmediatamente al país asiático donde permanece hasta hoy en día. El 1 de abril de 2000 es nombrado Prefecto Apostólico de Battambang.
El 14 de septiembre de 2005 se reunió con el Papa Benedicto XVI, durante un congreso sobre la encíclica «Dei Verbum», y entregó al vicario de Cristo una talla de madera que representa el lavatorio de pies, obra de un discapacitado de Camboya.

## Labor profesional

Kike Figaredo y monje budista sobre una silla Mekong (Phnom Penh, Camboya).

Primero en Tailandia y posteriormente en Camboya, Kike ha consagrado su vida a ayudar a los discapacitados en aquella zona del mundo, inicialmente a los mutilados que provocan las minas antipersona. También colabora con la Campaña Internacional para la Prohibición de las Minas Antipersona, que recibió el Premio Nobel de la Paz. Kike Figaredo ha organizado multitud de iniciativas para recaudar fondos y ayudar a estas víctimas.
En Phnom Penh, fundó en 1991 «La Casa de la Paloma» (Banteay Prieb), donde se imparte educación y formación a los niños mutilados por las explosiones, y donde ha desarrollado talleres para que los propios mutilados construyan sillas de ruedas siguiendo el modelo Mekong (silla de ruedas fabricada con madera y que tiene tres ruedas).
En Battambang, funda el centro «Arrupe» y promovió el desarrollo de toda la diócesis con múltiples proyectos: de educación, formación de adultos,  infraestructuras y ayudas
Kike continúa participando en el desarrollo de Camboya por medio de varias ONGs y actualmente participa en la campaña en contra de las bombas de racimo.

### Giras culturales
Las giras culturales son iniciativas ideadas por Kike para dar a conocer Camboya, su cultura y realidad, al mismo tiempo que recauda fondos para los proyectos de ayuda y desarrollo en Camboya. Hasta la fecha, se han producido tres giras, en los años 2000, 2005, 2008 y la última de ellas durante 2015.

#### 2008: Camboya, más cerca
«Camboya, más cerca» es el lema de la gira que llevó por España al «Grupo de baile de Tahen», durando 6 semanas, entre septiembre y octubre de 2008. El grupo de baile compuesto por 65 jóvenes y adultos, subdivididos en cuatro grupos. El primero formado por 14 bailarines de entre 14 y 17 años; el segundo, por 18 bailarines con edades entre 18 y 20 años y el tercero, que lo forman 15 jóvenes bailarines del centro Arrupe para Discapacitados, mutilados por la explosión de minas antipersona y bombas racimo o afectados por la enfermedad de poliomielitis. A estos tres grupos los acompañaron 10 músicos y 3 personas de dirección y apoyo.
Cada actuación constó de 6/7 danzas tradicionales. «El baile de la Bendición», 7 bailarinas vestidas de apsaras (ninfas celestiales) bendicen con sus milimétricos movimientos y agradecen con flores al público asistente, incluso sobre las paredes de Angkor Wat se pueden encontrar relieves que atestiguan la procedencia de este baile clásico. «El Baile del Coco», «El Baile de la Pesca» o «El Baile de la Cosecha» son bailes populares que nos cuentan las tradiciones y la vida diaria en Camboya. Todas ellas son algunas de las piezas del repertorio de 20 piezas del Grupo de Baile de Tahen.
El grupo de baile actuó en doce ciudades; Madrid, Valladolid, Gijón, León, Oviedo, Alicante, Valencia, Barcelona, Zaragoza, Córdoba, Sevilla y Badajoz llegando a representar 17 actuaciones.

## Premios y reconocimientos
- Premio Asturiano del Año, otorgado por La Nueva España en septiembre de 1998.[18]
- Antiguo Alumno Distinguido del Colegio de la Inmaculada (Gijón), en diciembre de 1998.[19]
- Premio Juan María Bandrés, otorgado por la Comisión de Ayuda al Refugiado (CEAR) y la Fundación CEAR en 2002 por su trabajo a favor de los refugiados de Camboya.[20]
- Gran Cruz de la Orden Civil de la Solidaridad Social, por Real Decreto 247/2004, de febrero de 2004.[21][22]
- Premio Fundación Emilio Barbón en junio de 2007.[23][24]
- Premio Casa Asia en julio de 2007.[25][26]
- Premio Vocento a los Valores Humanos en 2007.[27]
- Candidato al Premio Príncipe de Asturias de la Concordia 2008 que se falló finalmente a favor de Íngrid Betancourt[28]
- Premio Asturiano predilecto de Madrid otorgado por el  Centro Asturiano de Madrid en mayo de 2008.[29]
- Amuravela de Oro de 2008, otorgada por la Asociación Amigos de Cudillero.[30]
- Embajador Honorario de la Marca España, categoría de acción social en octubre de 2008.[31][32]
- Premio Barrio a Barrio a la Acción Social de Canal 10 TV en octubre de 2008.[33]
- Premio Lámpara de Mina de la Asociación de Pensionistas, Jubilados y Prejubilados "El Costeru" de La Camocha (Gijón) en octubre de 2008.[34]
- Premio anual de la Asociación de Amigos Dionisio de la Huerta Casagrán en octubre de 2011.[35]
- Premio Luis Noé Fernández en la categoría de Intervención contra el Hambre de la Fundación Alimerka en noviembre de 2011.[36]
- En diciembre de 2011 es nombrado socio de honor de Compromiso Asturias XXI[37]
- Premio a la Solidaridad del Consejo Territorial de la ONCE de Asturias.[38]
- En marzo de 2014 el Papa Francisco le nombra miembro de la Congregación para los Institutos de la Vida Consagrada.[39]
- Premio Colmena de Oro a la Solidaridad de la Sociedad Humanitarios de Moreda en abril de 2014.[40]
- En marzo de 2017 recibe la Gran Cruz de la Orden Sahametrei en la categoría de cooperación fraterna de manos del gobierno camboyano[41]
- El 7 de marzo de 2018 es nombrado doctor honoris causa por la Saint Louis University[42]
- Premio Personaje Fuera de Serie 2018 que otorga el periódico Expansión[43]